# Polyceratocarpus parviflorus
Polyceratocarpus parviflorus är en kirimojaväxtart som först beskrevs av Baker f., och fick sitt nu gällande namn av Jean H.P.A. Ghesquière. Polyceratocarpus parviflorus ingår i släktet Polyceratocarpus och familjen kirimojaväxter. Inga underarter finns listade i Catalogue of Life.